# Fundación Isidoro Acevedo
La Fundación Isidoro Acevedo es una institución cultural del Partido Comunista de Asturias creada en 1982 bajo el nombre del histórico dirigente del movimiento obrero asturiano.
Esta fundación sería constituida a propuesta de David Ruiz, catedrático de historia contemporánea en la Universidad de Oviedo, y tendría por primer Presidente a José María Laso Prieto, que cedería unos once mil volúmenes de su biblioteca particular para dotar a la mencionada institución del que constituye su principal patrimonio. Dicha biblioteca, sita en una sala de la sede del Partido Comunista de Asturias en Oviedo, cuenta con una sección de marxismo que, en el momento de la puesta en marcha de la fundación, sería considerada por el mencionado David Ruiz como "la mejor de España". Destaca también en ella, su sección de historia militar. 